# Cătălin Deaconescu
Cătălin Deaconescu este un înalt funcționar public român, și a fost cel de-al doisprezecelea prefect al Municipiului București. 
Cătălin Deaconescu a ocupat funcția de Prefect al Capitalei în perioada 28 august 2007 - 18 iunie 2008, iar anterior a fost   Subprefect al Capitalei.
Între 2002-2005, el a fost membru al comisiei de administrație publică a PNL, din decembrie 2003 până în iunie 2005 a fost președinte al TNL București iar între iunie-decembrie 2005 a deținut funcția de vicepreședinte PNL sector 3. 